# Бароянц Михайло Сергійович
Михайло Сергійович Бароя́нц (нар. 25 вересня 1925, Кропоткін — пом. 17 червня 2006, Київ) — український живописець вірменського походження; член Спілки радянських художників України з 1958 року. Чоловік художниці Людмили Семикіної, батько художника Сетрака Бароянца.

## Біографія
Народився 25 вересня 1925 року в місті Кропоткіні (нині Краснодарський край, Росія). Брав участь у німецько-радянській війні. Після демобілізації з Радянської армії в 1945 році вступив у Єреванський художній інститут. 1948 року перевівся в Київський художній інститут, який закінчив 1953 року. Його викладачами були Тетяна Яблонська, Олексій Шовкуненко, Віктор Пузирков, Костянтин Єлева та Ілля Штільман.
Жив у Києві, у булинку на вулиці Дашавській, № 27, квартира 23, потім в будинку на вулиці Академіка Філатова, № 10а, квартира 6. Помер у Києві 17 червня 2006 року.

## Творчість
Працював у галузі станкового живопису. Писав тематичні картини, пейзажі та натюрморти в реалістичному стилі. Серед робіт:
- «Схід» (1950);
- «Вулиця Смирнова-Ласточкіна» (1952);
- «Аматори» (1954, Донецький обласний художній музей);
- «Вечір» (1956, Сімферопольський художній музей);
- «Опівдні» (1957);
- «Друзі» (1958, Донецький обласний художній музей);
- «Молотьба у горах» (1961, Миколаївський художній музей);
- «Солдат революції» [«Камо»] (1963, Вінницький краєзнавчий музей);
- «Син» (1964);
- триптих «В ім'я життя» (1967, Донецький обласний художній музей);
- «Спогади» (1971);
- «Ранок» (1971);
- «Тече вода» (1980);
- «Карпатські нафтовики» (1987);
- «Тичина та Іонесян у Вірменії»;

На шевченківську тему створив полотна:
- «На могилі Тараса Шевченка» (1961);
- «Дуб Тараса Шевченка» (1961);
- «Дорога до могили Тараса Шевченка» (1961);
- «Село Моринці» (1961, Національний музей Тараса Шевченка);
- «Тарас Шевченко в засланні» (1963);
- «Тарасова гора» (1961, Національний музей Тараса Шевченка);
- «В експедиції» (1964, Національний музей Тараса Шевченка);
- «Аральська пустиня» (1964, Національний музей Тараса Шевченка);
- «Шляхи Тараса» (1969).

Брав участь у республіканських та всесоюзних виставках із 1953 року, зокрема:
- 2-й всесоюзній виставці дипломних робіт студентів мистецьких вузів СРСР (Москва, 1953);
- виставці образотворчого мистецтва УРСР,  присвяченій 300-річчю воз'єднання України з Росією (Київ, 1954);
- виставці етюдів художників Києва (Київ, 1955);
- пересувній виставці творів українських художників (Київ, 1955);
- ювілейній художній виставці УРСР (Київ, 1957);
- всесоюзній художній виставці присвяченій 40-річчю Великої Жовтневої соціалістичної революції (Москва, 1957);
- виставці творів молодих художників, присвяченій фестивалю молоді УРСР (Київ, 1958);
- всесоюзній художній виставці «40 років ВЛКСМ» (Москва, 1958);
- 4-й обласній виставці Київського товариства художників (Київ, 1959);
- республіканській художній виставці (Київ, 1961);
- художній виставці присвяченій 100-річчю з дня смерті Тараса Шевченка (Київ, 1961).

Роботи художника зберігаються в  музеях України та за кордоном.